# Alistar 3000

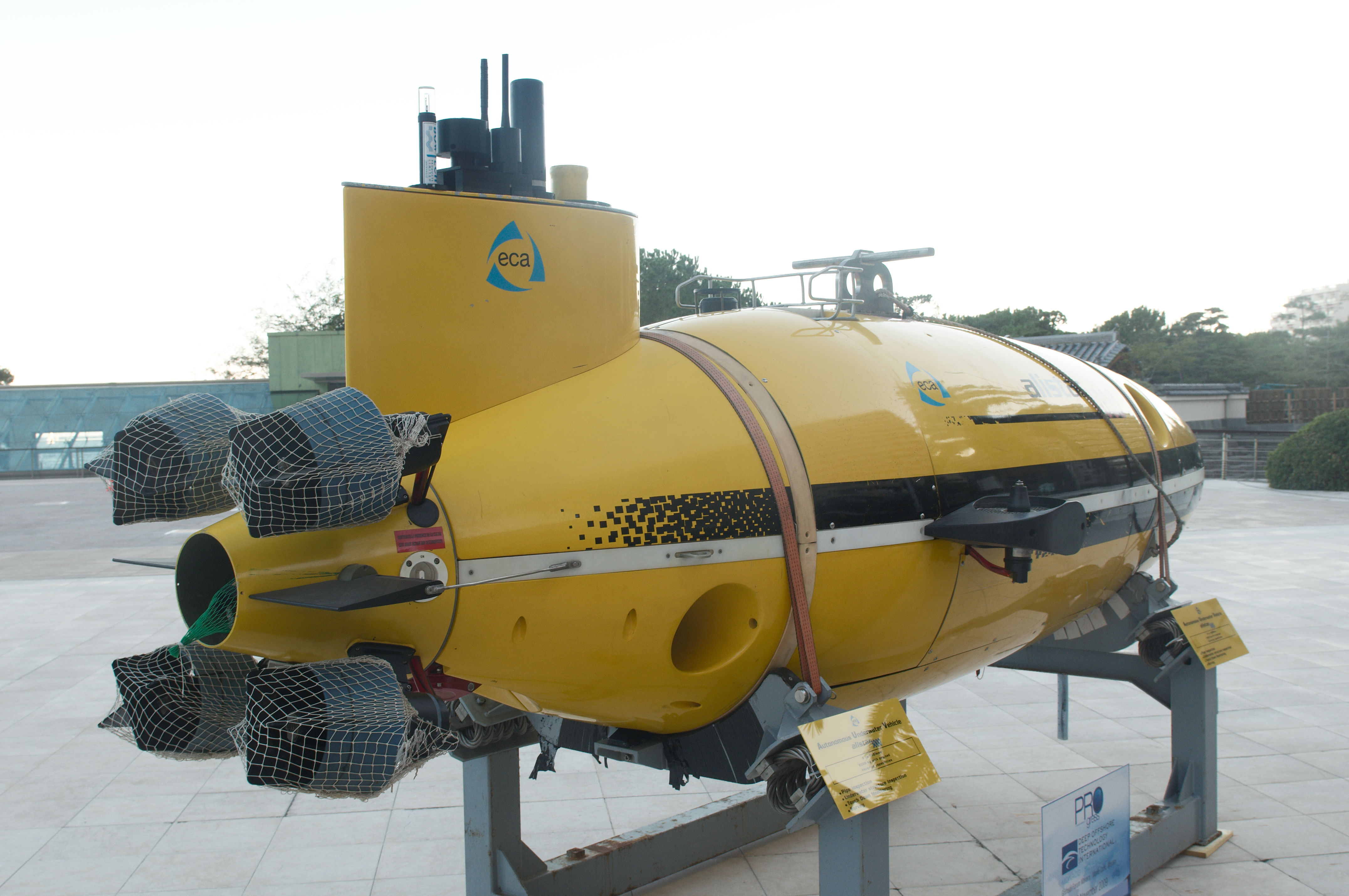
L’Alistar 3000, à Monaco.

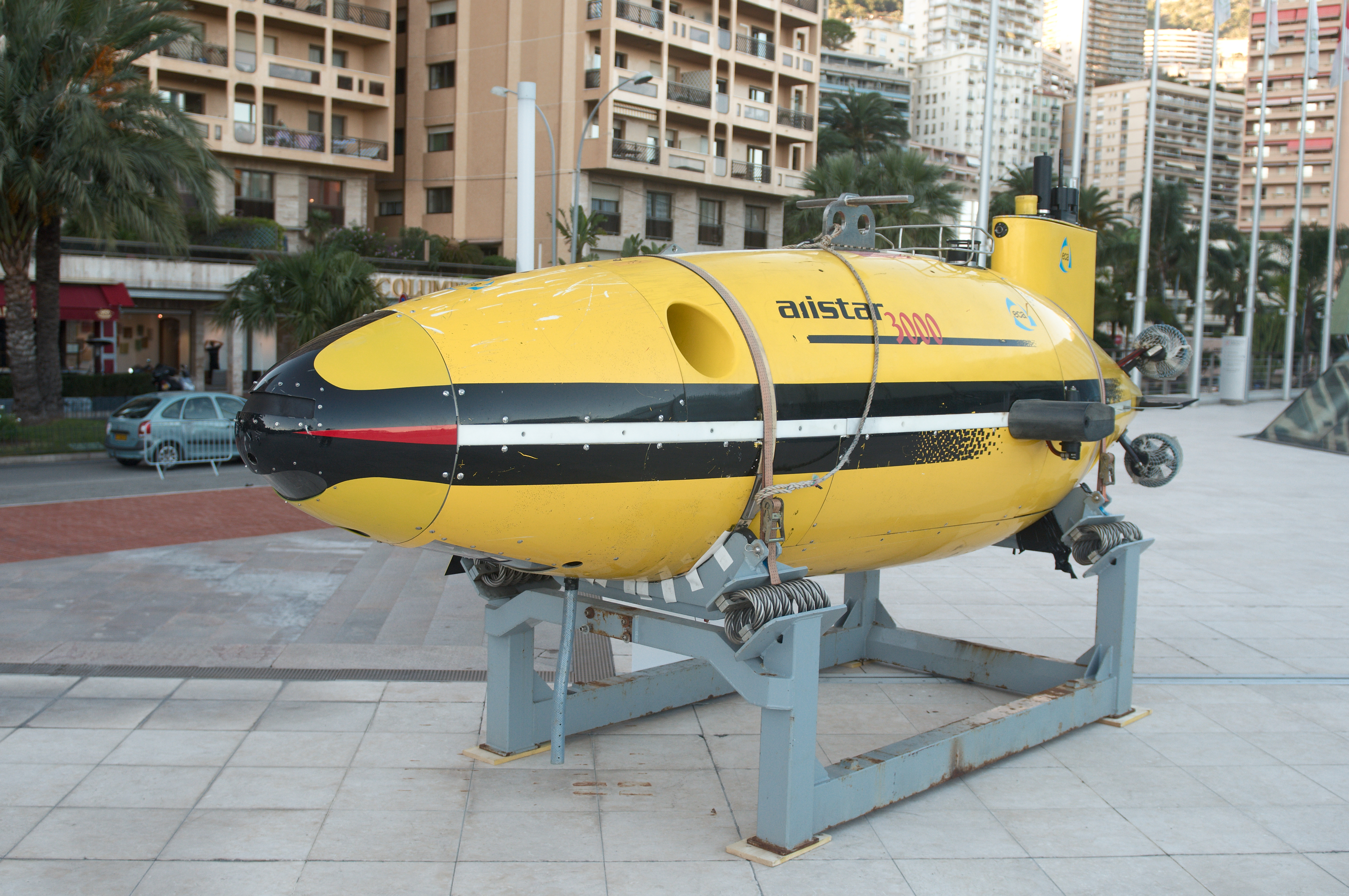

L’Alistar 3000 est un engin sous-marin autonome (AUV) de la société ECA.
Il est capable d'effectuer différences sorte de tâches d'inspection sur les champs Offshore, à des profondeurs jusqu'à 3 000 m, sans intervention humaine : il n'a pas besoin d'être téléguidé comme un ROV.
Pesant 2 100 kg, il mesure 5 m de long, et peut emporter 150 kg de charge utile
Sa vitesse maximale est de six nœuds.